# روبرتو ده سوسا رزنده
روبرتو ده سوسا رزنده (به پرتغالی: Roberto de Sousa Rezende) (زاده ۱۸ ژانویه ۱۹۸۵ - گویانا) بازیکن فوتبال اهل برزیل است.
وی سابقه بازی در تیم‌های مطرح گوارانی، سلتاویگو و ماریتیمو را دارد. سوسا در سال ۲۰۱۲ به باشگاه فوتبال پرسپولیس تهران پیوست اما به دلیل مصدومیت از ناحیه رباط صلیبی قرارداد وی فسخ شد.